# IC 2233
IC 2233 är en spiralgalax i stjärnbilden Lodjuret. IC 2233 befinner sig på ett avstånd på ungefär 40 miljoner ljusår från jorden. Galaxen upptäcktes av den brittiska astronomen Isaac Roberts år 1894.